# Музей Уильяма Спратлинга
Музей Уильяма Спратлинга (исп. Museo Guillermo Spratling) — учреждение культуры историко-художественного профиля в городе Таско, штат Герреро, Мексика. Собрание музея хранит коллекции работавшего в Мексике американского художника-ювелира Уильяма Спратлинга (1900—1967).

## История
Спратлинг жил в Таско с 1929 года и работал с серебряных дел мастерами из города Игуала. В 1953 году он был удостоен чести быть любимым сыном города. Он был карикатуристом, лётчиком, писателем и садоводом, и одна из улиц Таско даже была названа его именем.
Его коллекционирование было инициировано Диего Риверой, и он собрал большую коллекцию, часть которой передал в дар UNAM в 1960 году. В 1963 году он передал другую часть своей коллекции Национальному музею антропологии в честь его открытия.
После его смерти в 1967 году оставшаяся коллекция, насчитывающая более двух тысяч экспонатов, согласно его завещанию перешла городу Таско. 27 июня 1975 года был открыт музей, носящий его имя, в котором выставлены археологические предметы из пяти культурных регионов Мезоамерики, а также образцы ювелирного и гранильного искусства в стиле мескала из Наярита, Колимы, Герреро и Уастека-Потосина.

## Экспозиция
В экспозиции представлены изделия из кости и раковин, изделия из полудрагоценных камней, а также кувшины и статуэтки из разных уголков Мезоамерики, всего 293 археологических экспоната из личной коллекции художника. Среди наиболее интересных экспонатов — покрытый нефритом череп и стела. Также представлена коллекция подделок. Отдельная часть музея посвящена изделиям из серебра и мастерским, созданным Спратлингом в Таско и Таско-эль-Вьехо.